# Joel Lupahla
Joel Lupahla (né le 26 avril 1977 à Bulawayo à l'époque en Rhodésie, aujourd'hui au Zimbabwe) est un joueur de football international zimbabwéen, qui évolue au poste de milieu de terrain.

## Biographie

### Carrière en sélection
Avec l'équipe du Zimbabwe, il joue 25 matchs (pour un but inscrit) entre 2000 et 2008. 
Il figure dans le groupe des sélectionnés lors des Coupes d'Afrique des nations de 2004 et de 2006.
Il joue également 15 matchs comptant pour les tours préliminaires de la coupe du monde, lors des éditions 2002, 2006 et enfin 2010.

## Palmarès
| Highlanders - Championnat du Zimbabwe (2) : - Champion : 1998-99 et 2000. |  | Platinum Stars - Championnat d'Afrique du Sud : - Vice-champion : 2006-07. |